# Tafallia
Genre
Tafallia est un genre de collemboles de la famille des Hypogastruridae.

## Distribution
Les espèces de ce genre se rencontrent en Amérique du Nord.

## Liste des espèces
Selon Checklist of the Collembola of the World (version du 14 novembre 2019) :
- Tafallia insularis Bonet, 1947
- Tafallia robusta (Scott, 1961)

## Publication originale
- Bonet, 1947 : Más Hipogastrúridos anoftalmos de México (Collembola). Revista de la Sociedad Mexicana de Historia Natural, vol. 7, p. 51-62.